# Vilnius Photography Gallery
Vilnius Photography Gallery (lit. Vilnius Fotografijos Galerija) ist eine Kunstgalerie für Fotografie in Vilnius, Hauptstadt Litauens. Sie wurde 1973 vom litauischen Verein Fotografijos meno draugija errichtet. Die Galerie befindet sich in der Altstadt Vilnius, unweit vom Rathaus Vilnius. Die Galerie wird von Antanas Sutkus geleitet. Der Ausstellungskurator ist Jonas Ramoška. Die Galerie ist einer der wichtigsten Ausstellungsorte der Fotografie im Bezirk Vilnius. Die Fotografen sind Algimantas Kunčius, Romualdas Požerskis, Arturas Valiauga, Remigijus Treigys, Mindaugas Kulbis, Romualdas Rakauskas, Antanas Sutkus, Algimantas Aleksandravičius. 